# Aneta Maria Gójska

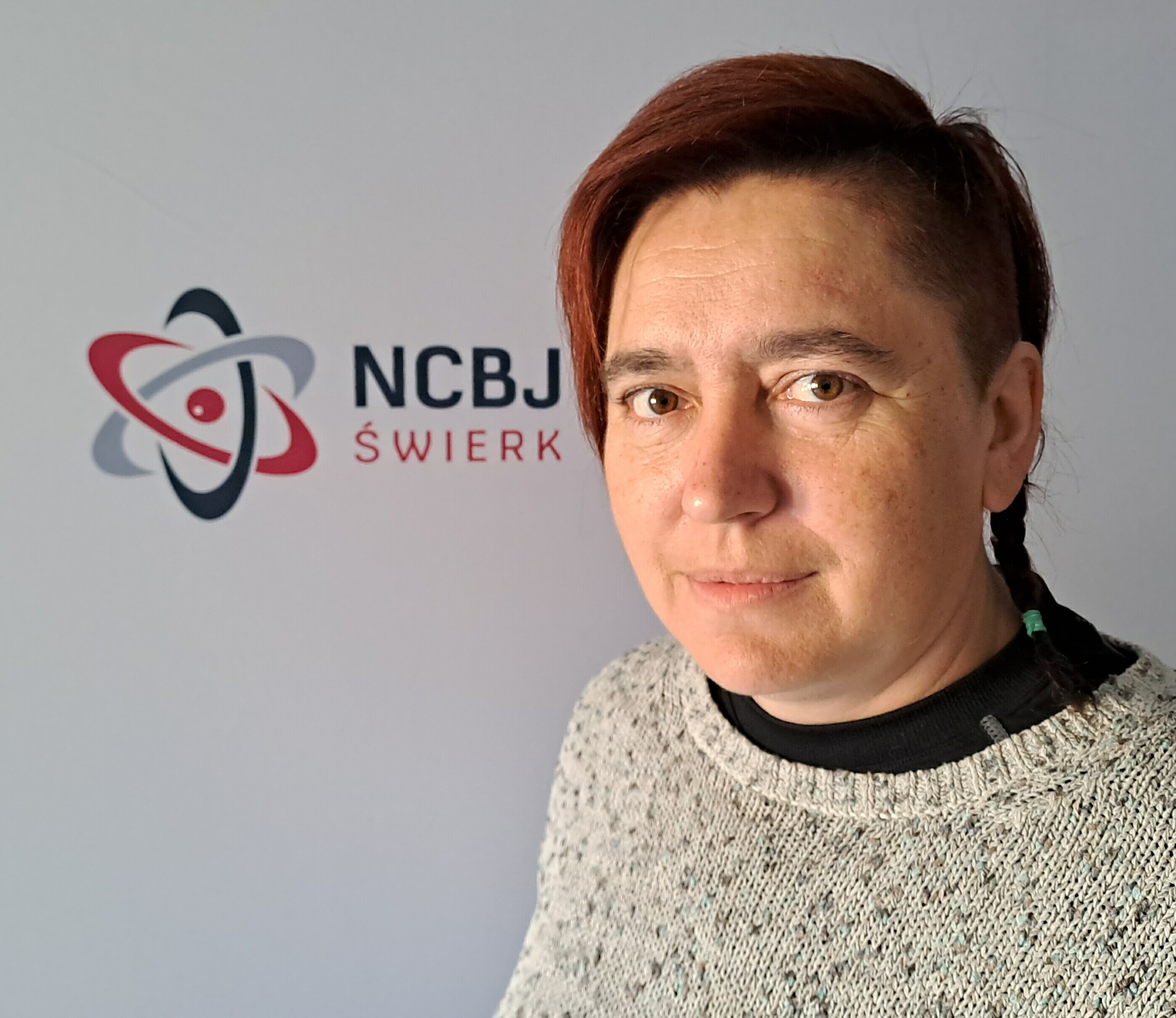
Aneta Maria Gójska

Aneta Maria Gójska (ur. 18 grudnia 1974) – polska fizyczka, specjalistka w zakresie spektroskopii rentgenowskiej i archeometrii, trenerka piłki nożnej, była zawodniczka kickboxingu oraz działaczka sportowa.

## Wykształcenie
W 1995 roku ukończyła Liceum Ekonomiczne w Kaliszu, uzyskując tytuł technika ekonomisty. Następnie studiowała fizykę na Politechnice Radomskiej, gdzie w 1999 roku zdobyła licencjat. W latach 1999–2001 kontynuowała naukę na Akademii Świętokrzyskiej w Kielcach, uzyskując magisterium z fizyki z informatyką. W 2011 roku uzyskała stopień doktora nauk fizycznych w Narodowym Centrum Badań Jądrowych (NCBJ) w Otwocku.

## Działalność naukowa
Od 2001 roku Aneta Gójska jest zatrudniona w Narodowym Centrum Badań Jądrowych w Otwocku. Jej zainteresowania badawcze obejmują fizykę atomową, analizę spektroskopową, badania stopów metali oraz zastosowanie metod fizyko-chemicznych w archeometrii.  Jest autorką i współautorką licznych publikacji naukowych, m.in. w czasopismach „Measurement”, Radiation Physics and Chemistry”. Prezentowała wyniki swoich prac na licznych konferencjach naukowych, zarówno krajowych, jak i międzynarodowych. W 2019 roku otrzymała Nagrodę Dyrektora Narodowego Centrum Badań Jądrowych za osiągnięcia naukowo-badawcze w dziedzinie spektroskopii rentgenowskiej w badaniach niejednorodnych obiektów stopowych.
Aneta Gójska aktywnie popularyzuje naukę polską uczestnicząc w Atomiadach organizowanych pod auspicjami ASCERI (Association of the Sports Communities of the European Research Institutes), m.in. CEA Grenoble (2022) i JRC Ispra (2018). W 2019 roku pełniła rolę kierownika Mini-Atomiady organizowanej przez NCBJ w Otwocku. Od 2013 roku jest delegatką w ASCERI, reprezentując polskie środowisko naukowe.

## Działalność sportowa

### Piłka nożna
W latach młodości trenowała piłkę nożną w dziewczęcej drużynie Broń Radom. W latach 2003–2010 była sędzią piłkarskim, a w okresie 2011–2013 pełniła funkcję obserwatora. Od 2004 roku jest członkinią Wydziału Gier Mazowieckiego Związku Piłki Nożnej.

### Kariera trenerska
W 2005 r. ukończyła Kurs Instruktorski, w 2010 r. uzyskała tytuł Trenera II Klasy, a od roku 2014 posiada licencję trenerską UEFA A.
Aneta Gójska rozpoczęła karierę trenerską w 2006 roku. Prowadziła zarówno drużyny seniorskie, jak i młodzieżowe, na różnych szczeblach rozgrywek. Wśród trenowanych przez nią męskich zespołów seniorskich znajdują się m.in. OKS Otwock, CKS Celestynów, natomiast wśród kobiecych OKS Otwock, AKS Zły.

### Kickboxing
W latach 1994–1996 Aneta Gójska odnosiła sukcesy w kickboxingu, zdobywając brązowe medale na Mistrzostwach Polski w formule light-contact (1994, 1995 i 1996 r.) oraz srebrny medal w formule semi-contact (1996 r.). W 2006 roku została powołana do reprezentacji Polski w kickboxingu.

## Odznaczenia i nagrody
W 2007 roku zdobyła Puchar Fair Play na International Youth Soccer Tournament Dana Cup w Hjørring (Dania) z drużyną UKS Kamionek (U17). Została uhonorowana Srebrną i Złotą Odznaką Mazowieckiego Związku Piłki Nożnej.